# Julián Ferris
Julián Ferris Betancourt (Caracas, 23 de julio de 1921-Caracas, 28 de marzo de 2009) arquitecto, urbanista, docente y empresario, reconocido como uno de los más importantes arquitectos contemporáneos de Venezuela del siglo XX y distinguido en 1965 con el Premio Nacional de Arquitectura.

## Biografía
Ingeniero Arquitectónico en la Universidad de Oklahoma en 1945. Dos años más tarde, en la Universidad de Syracuse obtiene su título de arquitecto, que revalidará en la Universidad Central de Venezuela en 1949. Luego ingresaría en la Comisión Nacional de Urbanismo; en 1958 se desempeña como Decano interino para ser luego elegido en 1959 como Decano de la Facultad de Arquitectura y Urbanismo en la Universidad Central de Venezuela, donde promueve una reforma docente con la conformación de un nuevo plan de estudios que reafirma la misión de formar Arquitectos con sólidos conocimientos; de igual manera incorporó a artistas plásticos invitando a profesores de la arquitectura internacional y local para vincular a la Facultad de Arquitectura con las diversas técnicas, artísticas y sociales de la modernidad. Julián Ferris también jugó un rol particularmente relevante en la creación del Centro de Estudios del Desarrollo (CENDES), cuya Junta Organizadora presidió. Esta fue una de las primeras instituciones universitarias venezolanas dedicadas a la investigación y la formación de posgrado, concebida como un proyecto compartido entre el gobierno nacional y la UCV para la formación profesional de los especialistas demandados por el sistema nacional de planificación que entonces se comenzaba a construir. De igual manera y junto con Cecilio Álvarez Sánchez, José Antonio Pizzolante, Luis Carías y Olinto Camacho, formó parte de los cinco firmantes del Acta Constitutiva Original de la Universidad Metropolitana, suscrita en 1965.
Su carácter dinámico, de diálogo e integración hizo de él desde el primer momento, una persona clave en la educación superior durante casi 40 años, primero como Profesor Titular de la Facultad de Arquitectura y luego como el primer Decano de la Facultad de Arquitectura de la Universidad Central de Venezuela elegido en democracia, cargo que ejerció durante nueve años y en los cuales realizó cambios innovadores en el pénsum de la carrera, adecuándolo a las exigencias de las tendencias modernas de la arquitectura y a la necesidad de integrarla con las artes plásticas. Figuras reconocidas como Gego, Mateo Manaure, Cornelis Zitman, Miguel Arroyo, Pedro León Zapata y Carlos González Bogen, entre otros, fueron incorporados por Julian Ferris como profesores en la Facultad. Durante su decanato egresaron las primeras generaciones de arquitectos de la UCV, que incluyeron entre otros a Jimmy Alcock, Oscar González y Edmundo Díquez por citar algunos.

## Obras destacadas
- Urbanización Chuao, Caracas (1948).
- Urbanización Los Canales, en Río Chico (1955).
- Club Playa Grande, Playa Grande (1956).
- Concha Acústica del Parque del Este (1956).
- Aduana de Puerto Cabello, Puerto Cabello (1965).
- Edificio sede del IESA, Caracas (1968).
- Edificio sede de la IBM en Chuao, Caracas (1973).
- Tribunal Supremo de Justicia de Venezuela, Caracas (1978).
- Proyecto Catedral de Ciudad Guayana, Ciudad Guayana (1988).

## Reconocimientos
Recibió la Orden del Libertador en grado de Caballero, la Orden Francisco de Miranda en su 1.ª clase, la Orden Andrés Bello, con la Orden al Mérito al Trabajo en su 1.ª clase, la Gran Orden de Malta y el botón de oro del Consejo Municipal de Caracas. En 1965 recibió el Premio Nacional de Arquitectura por la Obra Aduana de Puerto cabello, Estado Carabobo y en 1971 el Premio Municipal de Arquitectura.
Recibió los Doctorados honoris causa de la Universidad de Syracuse en 1978, de la Universidad Metropolitana y de la Universidad Central de Venezuela en 2008.
Fue distinguido como Miembro Honorario de la Universidad Nacional Federico Villareal de Lima, y del American Institute of Architects. Igualmente, como Miembro Honorario de la Sociedades de Arquitectos de México, Guatemala, Colombia, Paraguay, Brasil, Chile, Uruguay y los Estados Unidos. Presidente del primer Congreso Nacional de Arquitectos y Presidente Honorario de la II Convención de Arquitectos. Fue Presidente del Colegio de Arquitectos de Venezuela y fue distinguido como Presidente de la Federación Panamericana de la Asociación de Arquitectos, así como Presidente del Consejo Honorario Vitalicio de la Federación Panamericana de Asociaciones de Arquitectos. Su actividad profesional fue reconocida con la designación como presidente del Jurado de VI Bienal de Arquitectura de Sao Paulo, Brasil 1961.